# Туин Туин
„Туин Туин“ (Twin Twin) е френска музикална група от град Монтрьой, регион Ил дьо Франс, Франция. Състои се от 3 души: близнаците (откъдето и идва името на групата) Лоран Идир и Франсоа Жемел, и бийтбоксъра Патрик Биик.
Двамата близнаци започват артистичните си кариери в сферата на кинематографията – в „Уай Нот Пръдакшънс“. След това Франсоа е басист в рок и хардрок банди. Лоран прави опити с литературата, като има дори издаден роман, носещ името „Un nageur en plein ciel“ (на български: Плувец в небесата).
Сформирана е официално през 2009 година. През 2010 година печели наградата „Lauréat SFR Jeunes Talents“ на конкурса „Lance-toi en live“. Участват като гост звезди в концерти на известни изпълнители (Би Би Брунс, Ви Ви Браун, Оксмо Пучино, Фѐфѐ).
Издава EP албума „By My Side“ през 2011 година. Дебютният ѝ албум „Vive La Vie“ и е издаден през април 2013 година. Следващата година получават възможността да представят страната си в „Евровизия 2014“ с песента „Moustache“.